# Mariazinha Congílio
Mariazinha Congílio (Planalto, 23 de agosto de 1928 - 14 de agosto de 2004) foi uma escritora e jornalista brasileira .
Recebeu o Título de Cidadã Jundiaiense em 1961 e foi homenageada na sessão solene em homenagem ao "Dia da Comunidade Portuguesa" na Assembleia Legislativa do Estado de São Paulo .
Fundadora da Ordem Nacional dos Escritores (ONE) e ligada as academias União Brasileira de Escritores, Academia Piracicabana de Letras, Academia Cristã de Letras, Academia Jundiaiense de Letras, Academia Lusíada de Ciências, Letras e Artes ,Comunità Europea dei Giornalisti, foi também uma das fundadoras da Academia Jundiaiense de Letras Jurídicas.
Foi casada com o médico Orandy Foelkel Congílio,radicado em Jundiaí,com o qual tem 2 filhas,e posteriormente com o também poeta e advogado Geraldo de Camargo Vidigal (1921-2010), que conheceu na Academia Paulista de Letras .

## Jornalismo
Como jornalista escreveu crônicas semanais no Correio Popular de Campinas entre 1972 e 1979.
Na revista São Paulo na T.V.,escreveu por 6 anos páginas sobre televisão.
No Jornal de Jundiaí escreveu "Crônica Semanal" por mais de 10 anos, publicando também na página feminina a coluna "Mariazinha sempre aos domingos".
Organizadora das comemorações em homenagem ao centenário da Avenida Paulista (1991)[carece de fontes?]
Instituiu o Dia Internacional do Homem no Brasil

## Livros publicados
Como escritora,publicou mais de 50 livros em variados gêneros literários: crônicas,poesias,infantil,teatro,romance e contos, entre outros:
- "Ciranda de Machado" Lisboa : Universitária Ed., D.L. 1995. ISBN 972-700-049-5 , prêmio Carlos de Laet em 1988, Academia Brasileira de Letras
- "O cravo amarelo" prêmio Artur de Azevedo em 1990, Academia Brasileira de Letras
- "Crônicas" Lisboa: Universitária,1999. ISBN 972-700-205-6
- "Crónicas brasileiras" Lisboa : Universitária, 1997.   ISBN 972-700-081-9 [5]
- "Raízes do imaginário" Lisboa : Universitária 1998.   ISBN 972-700-139-4.
- "Antologia da poesia brasileira" Lisboa : Universitária 1999.   ISBN 972-700-182-3 [6].
- "Antologia de poetas brasileiros" Lisboa : Universitária 2000.   ISBN 972-700-254-4 [7]
- "Laços desfeitos" pref. Paulo Brito e Abreu.  1a ed.  Lisboa : Universitária 2000.   ISBN 472-700-263-3.
- "Retalhos de rua : crônicas" Lisboa : Universitária 2000.   ISBN 972-700-299-4.
- "Antologia dos poetas paulistas" Lisboa : Univérsitária 2001.   ISBN 972-700-343-5.
- "Caxangá : antes e depois da festa" Lisboa : Universitária cop. 2002.   ISBN 972-700-403-2.
- "Voz da saudade" Lisboa : Universitária 2002.   ISBN 972-700-415-6.
- "Pensamentos alheios" Lisboa : Universitária 2003.   ISBN 972-700-456-3.
- "Bons amigos" Lisboa : Universitária, 2004.   ISBN 972-700-522-5.